# Vierzig Draufgänger
Vierzig Draufgänger – der Originaltitel Follow Me, Boys! heißt auf Deutsch Folgt mir, Jungs! – ist ein amerikanischer Spielfilm des Regisseurs Norman Tokar aus dem Jahr 1966 mit Fred MacMurray und Vera Miles in den Hauptrollen. Das Drehbuch von Louis Pelletier beruht auf einer Erzählung von MacKinlay Kantor. Die Außenaufnahmen entstanden in Santa Clarita (Kalifornien) und auf der Iverson Ranch Los Angeles, die Innenaufnahmen in den Walt Disney Studios in Burbank in Kalifornien. In der Bundesrepublik Deutschland kam der Film erstmals am 1. November 1968 in die Kinos.

## Handlung
Die Geschichten, die der Film erzählt und in deren Mitte der junge Mann Lemuel Siddons steht, beginnen um das Jahr 1930 und enden etwa 25 Jahre später. Der Protagonist ist Musiker und verkrachter Jura-Student, tingelt mit einer Band durch die Lande, bis er eines Tages in der Kleinstadt Hickory bei seiner Rast die attraktive Vida Downey sieht, sich in das Mädchen und die Stadt verliebt und schließlich dort sesshaft und zufrieden wird. Er heiratet Vida, liebt statt eigener Kinder fremde und beschließt, eine Pfadfindergruppe zu gründen, adoptiert das Waisenkind Whitey, leitet Generationen von Pfadfindern, bis er sich schließlich, geehrt und geachtet, als Oberpfadfinder in den Ruhestand begibt.

## Trivia
Für den 80-jährigen Schauspielveteran Charles Ruggles war Vierzig Draufgänger der letzte Kinofilm.

## Kritiken
„Ein Jugendprobleme bis fast zur Verlogenheit optimistisch verzeichnender Film um einen Mann, der (ab 1930) sein Leben lang in der Jugend- und Pfadfinderarbeit aufgeht und dafür am Ende seines Lebens die verdienten Belohnungen erhält. Familienunterhaltung aus der Disney-Werkstatt.“

„Mittelmäßige Idylle aus einer amerikanischen Kleinstadt, vom Wirken eines Pfadfinderführers aus Überzeugung. Apolitische Träumereien an amerikanischen Kaminen. Überflüssig.“